# Journal of Chemical Information and Modeling
Journal of Chemical Information and Modeling — рецензируемый научный журнал, публикуемый Американским химическим обществом. Он был основан в 1961 году под названием Journal of Chemical Documentation. В 1975 он был переименован в to Journal of Chemical Information and Computer Sciences, а в 2005 году получил своё настоящее имя.

Журнал публикует статьи по хемоинформатике и молекулярному моделированию.

Главный редактор — Kenneth M. Merz Jr. (Университет Мичигана).

## Индексирование
Журнал индексируется в системах:
- Chemical Abstracts Service
- Scopus[2]
- ProQuest databases
- Science Citation Index[3]
- Current Contents/Physical, Chemical & Earth Sciences[3]
- Index Medicus/MEDLINE/PubMed.[4]